# Eastern League of American Football 2014
La Eastern League of American Football 2014 è stata la 3ª edizione dell'omonimo torneo di football americano.
Ha avuto inizio il 12 aprile e si è conclusa il 30 agosto con la finale vinta per 62-13 dai bielorussi Minsk Litwins sui russi Moscow Bruins.

## Squadre partecipanti
| Club            | Città    | Stadio | Sponsor ufficiale | Risultato nella stagione 2013 |
| --------------- | -------- | ------ | ----------------- | ----------------------------- |
| Minsk Litwins   | Minsk    |        |                   | Vicecampioni ELAF             |
| Minsk Zubrs     | Minsk    |        |                   | Campioni ELAF                 |
| Moscow Bruins   | Mosca    |        |                   | Semifinalisti ELAF            |
| Moscow Spartans | Mosca    |        |                   | Semifinalisti ELAF            |
| Podolsk Vityaz  | Podol'sk |        |                   |                               |

## Stagione regolare

### Calendario

#### 1ª giornata
| Minsk 12 aprile 2014 | Minsk Litwins | 27 – 6 | Moscow Spartans |  |

| 13 aprile 2014 | Moscow Bruins | 20 – 14 | Minsk Zubrs |  |

#### 2ª giornata
| Podol'sk 26 aprile 2014 | Podolsk Vityaz | 18 – 33 | Moscow Spartans |  |

| Minsk 26 aprile 2014 | Minsk Zubrs | 13 – 19 | Minsk Litwins |  |

#### 3ª giornata
| Podol'sk 10 maggio 2014 | Podolsk Vityaz | 6 – 20 | Minsk Litwins |  |

| Mosca (Russia) 11 maggio 2014 | Moscow Bruins | 28 – 19 | Moscow Spartans |  |

#### 4ª giornata
| Mosca (Russia) 24 maggio 2014 | Moscow Spartans | 28 – 46 | Minsk Zubrs |  |

| Mosca (Russia) 25 maggio 2014 | Moscow Bruins | 20 – 18 | Podolsk Vityaz |  |

#### 5ª giornata
| Minsk 7 giugno 2014 | Minsk Litwins | 30 – 21 | Moscow Bruins |  |

| Minsk 8 giugno 2014 | Minsk Zubrs | 58 – 8 | Podolsk Vityaz |  |

### Classifica
La classifica della regular season è la seguente:
- PCT = percentuale di vittorie, G = partite giocate, V = partite vinte, P = partite perse, PF = punti fatti, PS = punti subiti

| Pos. | Squadra         | PCT   | G | V | P | PF  | PS  |
| ---- | --------------- | ----- | - | - | - | --- | --- |
| 1    | Minsk Litwins   | 1.000 | 4 | 4 | 0 | 96  | 46  |
| 2    | Moscow Bruins   | 0.750 | 4 | 3 | 1 | 89  | 81  |
| 3    | Minsk Zubrs     | 0.500 | 4 | 2 | 2 | 131 | 75  |
| 4    | Moscow Spartans | 0.250 | 4 | 1 | 3 | 86  | 119 |
| 5    | Podolsk Vityaz  | 0.000 | 4 | 0 | 4 | 50  | 131 |

## Playoff

### Tabellone
|  | Wild Card | Wild Card       | Wild Card |  |  | Semifinale | Semifinale    | Semifinale |  |  | Finale | Finale        | Finale |
|  |           |                 |           |  |  |            |               |            |  |  |        |               |        |
|  | 2         | Moscow Bruins   | 13        |  |  |            |               |            |  |  |        |               |        |
|  | 5         | Podolsk Vityaz  | 7         |  |  |            |               |            |  |  | 1      | Minsk Litwins | 24     |
|  |           |                 |           |  |  | 2          | Moscow Bruins | 33         |  |  | 2      | Moscow Bruins | 0      |
|  |           |                 |           |  |  | 3          | Minsk Zubrs   | 32         |  |  |        |               |        |
|  | 3         | Minsk Zubrs     | 29        |  |  |            |               |            |  |  |        |               |        |
|  | 4         | Moscow Spartans | 11        |  |  |            |               |            |  |  |        |               |        |

### Wild card
| 2 agosto 2014 | Minsk Zubrs | 29 – 11 | Moscow Spartans |  |

| 2 agosto 2014 | Moscow Bruins | 13 – 7 | Podolsk Vityaz |  |

### Semifinale
| 17 agosto 2014 | Moscow Bruins | 33 – 32 | Minsk Zubrs |  |

### ELAF Bowl III
| 30 agosto 2014 | Minsk Litwins | 24 – 0 | Moscow Bruins |  |

## Verdetti
- Minsk Litwins Campioni Eastern League of American Football 2014